# Comuna Conțești, Teleorman
Conțești este o comună în județul Teleorman, Muntenia, România, formată numai din satul de reședință cu același nume.

## Așezare
Comuna se află în partea de sud-est a județului, în Câmpia Burnazului, pe malul stâng al râului Vedea care se varsă în Dunăre. Localitatea este așezată pe DJ506.

## Istorie
La sfârșitul secolului al XIX-lea, comuna făcea parte din plasa Marginea a județului Teleorman, având în componență doar satul Conțești, având o populație de 2213 de locuitori. În comună exista o școală cu 45 de elevi și o biserică.
Anuarul Socec din 1925 consemnează comuna în plasa Zimnicea a aceluiași județ, în aceiași componență și cu o populație de 3320 de locuitori.
În anul 1950, comuna a trecut în administrația raionului Zimnicea al regiunii Teleorman, raion care, doi ani mai târziu, a fost inclus în regiunea București. 
În anul 1968, comuna a trecut la județul Teleorman în structura actuală.

## Demografie
Componența etnică a comunei Conțești
     Români (89,28%)
     Romi (6,74%)
     Alte etnii (3,98%)
Componența confesională a comunei Conțești
     Ortodocși (91,3%)
     Adventiști (2,56%)
     Alte religii (2,06%)
     Necunoscută (4,08%)
Conform recensământului efectuat în 2021, populația comunei Conțești se ridică la 3.012 locuitori, în scădere față de recensământul anterior din 2011, când fuseseră înregistrați 3.479 de locuitori. Majoritatea locuitorilor sunt români (89,28%), cu o minoritate de romi (6,74%). Din punct de vedere confesional, majoritatea locuitorilor sunt ortodocși (91,3%), cu o minoritate de adventiști (2,56%), iar pentru 4,08% nu se cunoaște apartenența confesională.

## Politică și administrație
Comuna Conțești este administrată de un primar și un consiliu local compus din 11 consilieri. Primarul, Viorel Peța[*], de la Partidul Social Democrat, este în funcție din 2008. Începând cu alegerile locale din 2024, consiliul local are următoarea componență pe partide politice:
|  | Partid                    | Consilieri | Componența Consiliului | Componența Consiliului | Componența Consiliului | Componența Consiliului | Componența Consiliului | Componența Consiliului | Componența Consiliului | Componența Consiliului | Componența Consiliului | Componența Consiliului |
|  | ------------------------- | ---------- | ---------------------- | ---------------------- | ---------------------- | ---------------------- | ---------------------- | ---------------------- | ---------------------- | ---------------------- | ---------------------- | ---------------------- |
|  | Partidul Social Democrat  | 10         |                        |                        |                        |                        |                        |                        |                        |                        |                        |                        |
|  | Partidul Național Liberal | 1          |                        |                        |                        |                        |                        |                        |                        |                        |                        |                        |

## Monumente istorice
Singurul monument istoric din comuna Conțești sunt ruinele bisericii "Sf. Nicolae", localizate la intrarea în localitate și care datează din anul 1802.